# Conte di Roden
Conte di Roden è un titolo nobiliare inglese nella Parìa d'Irlanda.

## Storia

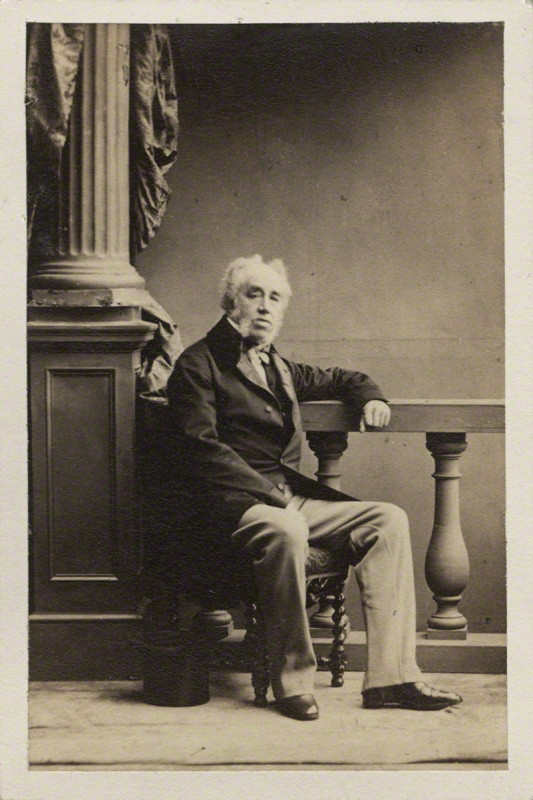
Robert Jocelyn, III conte di Roden.

Il titolo venne creato nel 1771 per Robert Jocelyn, II visconte Jocelyn. Questo ramo della famiglia Jocelyn discende dal I visconte, noto avvocato irlandese e politico Robert Jocelyn, figlio di Thomas Jocelyn, figlio terzogenito di sir Robert Jocelyn, I baronetto, di Hyde Hall (vedi poi). Questi fu Lord Cancelliere d'Irlanda dal 1739 al 1756. Nel 1743 venne elevato nella Parìa d'Irlanda col titolo di Barone Newport, di Newport, e nel 1755 venne onorato ulteriormente del titolo di Visconte Jocelyn, sempre nella Parìa d'Irlanda. Venne succeduto da suo figlio, il II visconte, il quale rappresentò la costituente di Old Leighlin alla camera dei comuni irlandese e prestò servizio come Uditore Generale d'Irlanda. Nel 1770 venne creato Conte di Roden, di High Roding nella contea di Tipperary, nella Parìa d'Irlanda. Nel 1770 venne succeduto dal suo cugino di primo grado come V baronetto di Hyde Hall. Lord Roden sposò lady Anne Hamilton, figlia di James Hamilton, I conte di Clanbrassil e sorella di James Hamilton, II conte di Clanbrassil, titolo che si estinse nel 1798.
Lord Roden venne succeduto da suo figlio, il II conte, il quale sedette alla camera dei comuni irlandese in rappresentanza di Dundalk e servì come rappresentante irlandese alla camera dei lords britannica tra il 1800 ed il 1820. Egli fu anche un soldato professionista e giocò un ruolo decisivo nella soppressione della Ribellione Irlandese del 1798. Suo figlio, il III conte, rappresentò la Contea di Louth alla camera dei comuni britannica e fu Uditore Generale dello Scacchiere in Irlanda. Nel 1821 venne creato Barone Clanbrassil, di Hyde Hall nella Contea di Hertford e Dundalk nella Contea di Louth, nella Parìa del Regno Unito, che concesse automaticamente a lui ed ai suoi discendenti di sedere nella camera dei lords britannica. Questa fu una ripresa del titolo di Clanbrassil detenuto un tempo come contea dai suoi antenati. Lord Roden fu una figura centrale nel protestantesimo della Seconda Riforma. Suo nipote, il IV conte, figlio del Viscount Jocelyn, prestò servizio durante la seconda amministrazione di Benjamin Disraeli come Lord-in-Waiting dal 1874 al 1880.
Morì in giovane età e venne succeduto da suo zio, il V conte. Quando morì nel 1897 la baronia di Clanbrassil si estinse. Venne succeduto nei titoli irlandesi dal suo cugino di primo grado, il VI conte, il quale era figlio di John Jocelyn, figlio quartogenito del II conte. Alla sua morte i titoli passarono a suo fratello minore, il VII conte, il cui figlio, l'VIII conte, sedette poi come pari dal 1919 al 1956. Attualmente i titoli sono passati al nipote di questo, il X conte, succeduto al padre nel 1993.
La Baronettia Jocelyn, di Hyde Hall nella Contea di Hertford, venne creata nelle Baronettie d'Inghilterra nel 1665 per Robert Jocelyn. Questi venne succeduto dal figlio primogentio, il II baronetto. Questa linea della famiglia terminò con la morte del figlio minore di quest'ultimo, il IV baronetto, nel 1778. L'ultimo baronetto venne succeduto dal suo cugino di primo grado, il I conte di Roden.
La sede della famiglia è a Hyde Hall, presso Sawbridgeworth, nell'Hertfordshire e nel Tollymore Park, presso Bryansford, nella Contea di Down.

## Visconti Jocelyn (1755)
- Robert Jocelyn, I visconte Jocelyn (1688–1756)
- Robert Jocelyn, II visconte Jocelyn (1731–1797) (creato Conte di Roden nel 1771)

## Conti di Roden (1771)
- Robert Jocelyn, I conte di Roden (1731–1797)
- Robert Jocelyn, II conte di Roden (1756–1820)
- Robert Jocelyn, III conte di Roden (1788–1870)
- Robert Jocelyn, IV conte di Roden (1846–1880)
- John Strange Jocelyn, V conte di Roden (1823–1897)
- William Henry Jocelyn, VI conte di Roden (1842–1910)
- Robert Julian Orde Jocelyn, VII conte di Roden (1845–1915)
- Robert Soame Jocelyn, VIII conte di Roden (1883–1956)
- Robert William Jocelyn, IX conte di Roden (1909–1993)
- Robert John Jocelyn, X conte di Roden (born 1938)

L'erede apparente è l'unico figlio dell'attuale detentore del titolo, Shane Robert Henning Jocelyn, visconte Jocelyn (n. 1989).

## Baronetti Jocelyn, di Hyde Hall (1665)
- Sir Robert Jocelyn, I baronetto (1623–1712)
- Sir Strange Jocelyn, II baronetto (circa 1651–1734)
- Sir John Jocelyn, III baronetto (1689–1741)
- Sir Conyers Jocelyn, IV baronetto (1703–1778)
- Robert Jocelyn, I conte di Roden, V baronetto (1731–1797)

vedi sopra per i successivi baronetti